# Pedro Medina Guzmán
Pedro Medina Guzmán (Guadalajara, Jalisco, 23 de marzo de 1915 - 21 de octubre de 2000, México, D.F.)  
Arquitecto tapatío, fue un artista clásico dentro de las corrientes revolucionarias de la década de los años 40's del siglo XX. 
Casado con Carmen Magallanes Pérez-Lete + (RIP), con quien tuvo 8 hijos:
Josefina del Carmen + (RIP) 
Pedro + (RIP) 
María + (RIP) 
Manuel + (RIP) 
Ana Francisca. 
Mónica. 
María Teresa. 
Pablo.

Pedro Medina Guzmán fue Profesor titular de la Escuela Nacional de Arquitectura en la Universidad Nacional Autónoma de México, en donde de manera constante, impartió cursos de: Orientación Vocacional, Dibujo del cuerpo humano al desnudo, y Perspectiva -bajo su propio sistema, el cual es diferente, práctico y útil, basado en la esfericidad del espectáculo envolvente del punto de observación del espectador, cuya aplicación va dirigida a dibujar la imagen del pensamiento. Método que incluye los abanicos para armar perspectivas-. 
Sus obras plásticas con más de 25 murales, entre ellos el que se encuentra en el Sagrario de la Basílica de Guadalupe llamada el Don de la Resurrección;  el mural en el ábside de la Parroquia de Nuestra Señora de la Piedad en la colonia Narvarte, México, D.F. de más de 700 m² en un solo espacio; más de 25 obras arquitectónicas, siendo la mayoría de estas casas habitación. Realizó a lo largo de su vida más de 400 retratos, muchos realizados entre sus familiares, amigos y gente prominente del país como han sido Monseñor Guillermo Schulenburg quien fuera Abad de la Basílica de Guadalupe, el Lic. Miguel Alemán Valdés Presidente de México, el Sr. Gustavo Alatriste Productor cinematográfico, la Sra. Sonia Infante actriz, entre otros; puede incluirse un busto de la Virgen de Guadalupe que se dio como regalo al Papa Pablo VI.
En cuanto a su obra escultórica, realizó más de 25 esculturas con temas diversos, siendo la última la que realizó en 1988 y por la cual obtuvo el trofeo otorgado por la Confederación Patronal de la República Mexicana, COPARMEX, a la que llamó  "El Intrépido". 
También realizó más de treinta vitrales. 
Realizó más de 40 exposiciones tanto colectivas como individuales, tanto en México como en el extranjero, quedando obra suya en diferentes galerías establecidas en Bulgaria, Brasil, Estados Unidos, etc. 
Fue fundador de la carrera de Decoración en la Universidad Femenina y en la Universidad Motolinía, de la Ciudad de México; Director fundador de la Escuela de las Artes Plásticas en la Universidad Iberoamericana; Presidente fundador de la actual ARTAC, anteriormente llamada AMAPAC; Miembro fundador de la Sociedad de Autores de Interés Público, entre otras.
Recibió más de diez reconocimientos y preseas, por ejemplo:
Medalla de José Clemento Orozco.
Medalla y diploma al Mérito otorgada por la Escuela Nacional de Arquitectura a los 23 y 25 años de magisterio, en la Universidad Nacional Autónoma de México.
Su nombre y obra están consignados en publicaciones de comentarios acerca del autor y en revistas y periódicos de México y del extranjero:
- Antología de Pintores Mexicanos
- Enciclopedia de México. Tomo 8, p. 415 – México, 1977;
- 40 siglos de Arte en México; Funktion und –Wandel Christlicher Temen in Der mexikanishchen Malercin 20. Jahrhunderts. Colloquium Verlag. Biblioteca Iberoamericana. Haufe, pp 88, 97, 109, 123, grabado en 210. Berlín 1978.

## Reseña biográfica

### Infancia
Nace en Guadalajara Jalisco el 23 de marzo de 1915, fue el séptimo de una familia de nueve hijos, siete hombres y dos mujeres, en el seno de una familia típica provinciana del estado de Jalisco; siendo sus padres del pueblo de Arandas en los denominados Altos de Jalisco, la familia completa en época de la guerra Cristera se traslada a pie, en busca de seguridad y refugio a la ciudad de Guadalajara, donde se establecen; a sus treinta y un años en el funeral de su padre conoce a la musa de su vida con quien procrea ocho hijos, cinco mujeres y tres hombres, su matrimonio dura de 1946 a la fecha en que se separan por su muerte en el año 2000. 
Como padre fue un hombre dedicado y cariñoso, con ideas fijas y estándares muy establecidos con paradigmas familiares muy tradicionales, por lo que sus hijos fueron educados de manera católica en escuelas privadas. 
Después de su jubilación como docente en la universidad,  se dedicó en su casa a dar clases de dibujo con modelo vivo y desnudo, preferentemente sin vello, con el fin de apreciar de manera clara la belleza de las formas, enseñó bajo su técnica de envolventes, estas clases en casa duraron sus últimos 11 años de vida; en sus tiempos libres realizó una gran cantidad de dibujos al carbón con modelos a los que compartía su obra como pago de su modelaje.
Su incapacidad y frustración para lograr sus objetivos, aunado al dolor de huesos y artritis, le hicieron decidirse finalmente que si no podía dedicarse a lo que más amaba, la pintura, no tenía razón o caso seguir viviendo. 

### Desarrollo artístico
Cuando niño se esforzó en dibujar como sus condiscípulos, que lo hacían mejor. Desde 1929, practicó ininterrumpidamente el dibujo, la pintura, la talla directa de madera y la escultura, disciplinas en las que fue autodidacta.
A los 24 años de su vida provinciana lo conducen en busca de horizontes más amplios. 
Habiendo llegado hasta el tercer año de Ingeniería Civil, en 1939 va a la Ciudad de México a estudiar Arquitectura a la Academia de San Carlos donde se gradúa posteriormente. Ahí realiza de manera espontánea e informal, su primer mural por el cual alguno de sus maestros lo llamó el Miguel Ángel mexicano.
Apasionado por las Bellas Artes va definiendo su inclinación a la contemplación de los valores humanos; la belleza, la inteligencia, sus inquietudes, sus obras de arte.
Dentro de lo polifacético de su obra, dedicó su mejor esfuerzo a plasmar la belleza incomparable del cuerpo humano, haciendo un enfoque desde todos los ángulos posibles. Por eso sus desnudos individuales, en parejas o en conjunto, van desde el reposo y contemplación, pasando por las actitudes que demuestran amor y ternura, hasta figuras que flotan en el espacio logrando siempre la más bella composición plástica.
En 1944 inicia su carrera docente en su Alma Mater, la Escuela de Arquitectura de Antigua Academia de San Carlos, posteriormente en la Ciudad Universitaria de la Universidad Nacional Autónoma de México, al sur de la ciudad y la va extendiendo a otras escuelas y universidades, como: la Universidad Femenina de México, la Universidad Motolinia, la Universidad Iberoamericana, la Escuela Nacional de Artes Plásticas, etcétera,  y es así como va compartiendo y acrecentando sus inquietudes y adquisiciones.
Se dedicó a la enseñanza del dibujo al desnudo y su fascinación del cuerpo humano, por ello continuó el estudio del mismo, impreso sobre sus obras al carbón las cuales siguió desarrollando, aún a pesar de su imposibilidad física por malformación de las manos, razón por la cual no utilizó otras técnicas.

### Etapas de su obra
Es un artista con dos fuertes vertientes en su disciplina pictórica, la primera se puede denominar como religiosa y la segunda erótica, sin dejar de ser místicas ni una de las dos.
Toda de su obra se desarrolló con el profundo respeto y admiración sobre la belleza de movimiento, estructura, desnudez en el cuerpo humano, procurando no impartir época o tiempo, por ello pinta a sus modelos sin vello, solo a las mujeres les da el permiso del cabello femenino, siempre de manera clásica refleja en su obra la mirada de lo cotidiano, sin distorsión o representación de lo que hace personal.
De manera normal y con el paso del tiempo su firmeza, su facilidad de trazo se va modificando, debido a su enfermedad por la artritis, es así como el mismo llega a ser su propio gran admirador de lo que tuvo capacidad de crear.
Su última gran obra la realizó con mucho esfuerzo y amor para la Iglesia de San Felipe de Jesús, establecida en la denominada Ciudad Satélite de México, es un Cristo monumental con pocos mantos que cubren el impresionante cuerpo con una impresionante y desgarradora expresión, por la que lo llamó, "El último aliento de Cristo", realizado en vinil sobre vinil, por desgracia algunos fieles del templo lograron que lo sustituyeran por otra obra, por lo que se mantiene este Cristo guardado.
En la Facultad de Arquitectura (UNAM), su alma mater existe una aula que llevaba su nombre.
- Datos: Q20024606